# Xã Union, Quận Clearfield, Pennsylvania
Xã Union (tiếng Anh: Union Township) là một xã thuộc quận Clearfield, tiểu bang Pennsylvania, Hoa Kỳ. Năm 2010, dân số của xã này là 892 người.